# 엘리엇 리드

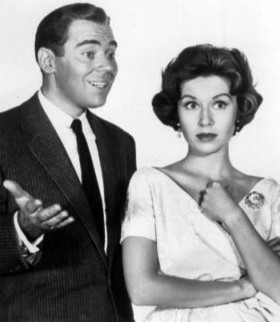

엘리엇 리드(Elliott Reid, 1920년 1월 16일 ~ 2013년 6월 21일)는 미국의 배우이다.
맨해튼에서 태어났다. 본명은 에지워스 블레어 리드(Edgeworth Blair Reid)다.

## 영화
- 폴로우 미, 보이즈! (1966년)
- 후즈 빈 슬리핑 인 마이 베드? (1963년)
- 휠러 딜러 (1963년)
- 무브 오버, 달링 (1963년)
- 스릴 오브 잇 올 (1963년)
- 건망증 선생님 2 (1963년)
- 건망증 선생님 (1961년)
- 신사는 금발을 좋아한다 (1953년)
- 이중 생활 (1947년)